# Axel von Faltzburg
 Axel von Faltzburg, född i juni 1645, död 18 september 1728, var en svensk militär och ämbetsman.

## Biografi
Axel von Faltzburg var son till diplomaten och regeringsrådet Johann von Faltzburg. Han var hovjunkare 1670 och tjänstgjorde under den följande tiden vid hovet; bland annat var han 1675 vice introduktör av främmande sändebud. 1676 inträdde han dock på den militära banan som regementskvartermästare vid Livgardet och blev senare samma år befordrad till kapten där. Han deltog i slaget vid Halmstad och slaget vid Lund och fick senare uppgiften att föra de erövrade fanorna och standaren till Stockholm. Senare deltog han även i slaget vid Landskrona, erövringen av Helsingborg och andra slaget om Kristianstad. 1677 utsågs von Faltzburg till kammarherre och befordrades till major 1686. Han kommenderade gardet under drottningens begravning 1693 och befordrades kort därefter till överste och chef för Drottningens livregemente till fot, som då var ett värvat garnisonsregemente i Malmö, och blev samtidigt kommendant i staden. von Faltzburg var därefter vice guvernör i Skåne 1700-1707.
Därefter var han landshövding i Älvsborgs län (1708–1710) och i Hallands län (1710–1728).
Axel von Faltzburg deltog åtminstone vid riksdagen 1697.